# آدمسكي
آدمسكي (بالإنجليزية: Adamski)‏ هو موسيقي ومنتج أسطوانات ومغني وملحن بريطاني، ولد في 4 ديسمبر 1967 في ليمينغتون ‏ في المملكة المتحدة.

## وصلات خارجية
- الموقع الرسمي
- آدمسكي على موقع ميوزك برينز (الإنجليزية)
- آدمسكي على موقع ميوزك برينز (الإنجليزية)
- آدمسكي على موقع ميوزك برينز (الإنجليزية)
- آدمسكي على موقع ميوزك برينز (الإنجليزية)
- آدمسكي على موقع أول ميوزيك (الإنجليزية)
- آدمسكي على موقع أول ميوزيك (الإنجليزية)
- آدمسكي على موقع ديسكوغز (الإنجليزية)
- آدمسكي على موقع ديسكوغز (الإنجليزية)
- آدمسكي على موقع ديسكوغز (الإنجليزية)
- آدمسكي على موقع ديسكوغز (الإنجليزية)